# Biserica unitariană din Belin
Biserica unitariană din Belin, datând din secolul al XVI-lea, se află pe teritoriul satului Belin, comuna Belin. În Repertoriul Arheologic Național, monumentul apare cu codul 63875.07.

Ansamblul este format din următoarele monumente:
- Biserica unitariană (cod LMI CV-II-m-A-13140.01)
- Incintă fortificată (cod LMI CV-II-m-A-13140.02)

## Localitatea
Belin  mai demult Belini (în dialectul săsesc Bleimenderf, în germană Blumendorf, Boellen, în maghiară Bölön, Kisbölön, Középbölön, Nagybölön) este satul de reședință al comunei cu același nume din județul Covasna, Transilvania, România. Se află în partea de vest a județului, în culoarul Oltului. Atestată documentar din anul 1334 sub numele de Belen, Belinul este una din cele mai importante așezări secuiești. Așezarea a aparținut familiei Bölönyi (de la mijlocul secolului al XVI-lea).

## Biserica
Biserica fortificată unitariană a fost construită în 1893, folosind rămășițele unei biserici din secolul al XV-lea care a ars în 1720. Această biserică a fost demolată la sfârșitul secolului XIX  și înlocuită de o biserică cu cupole înalte de 25 m. Este înconjurată de o puternică fortificație, cu patru turnuri de colț, construită la începutul secolului al XVII-lea. Predecesoarea ei a fost o biserică catolică închinată Sfintei Ecaterina.

## Imagini

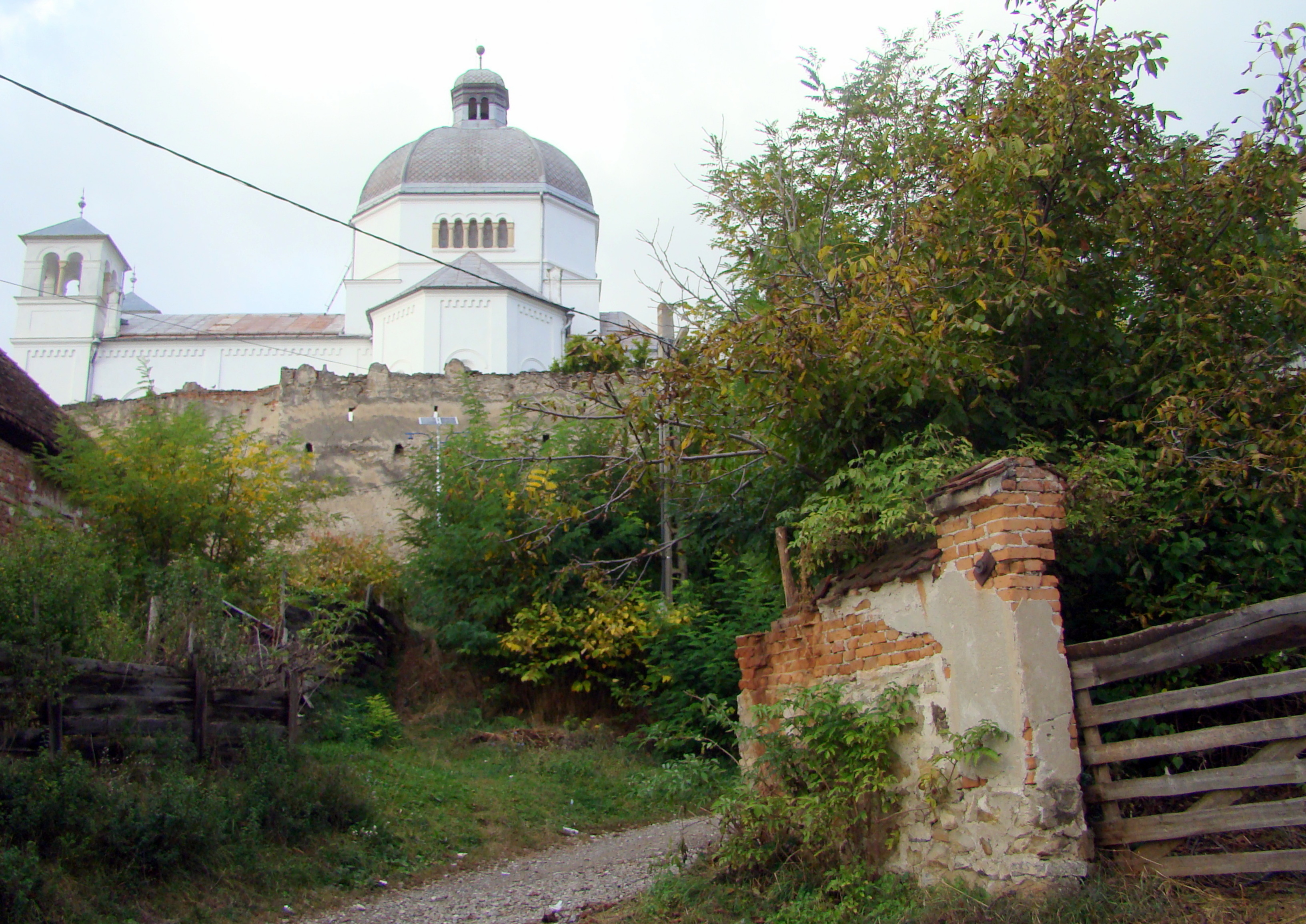
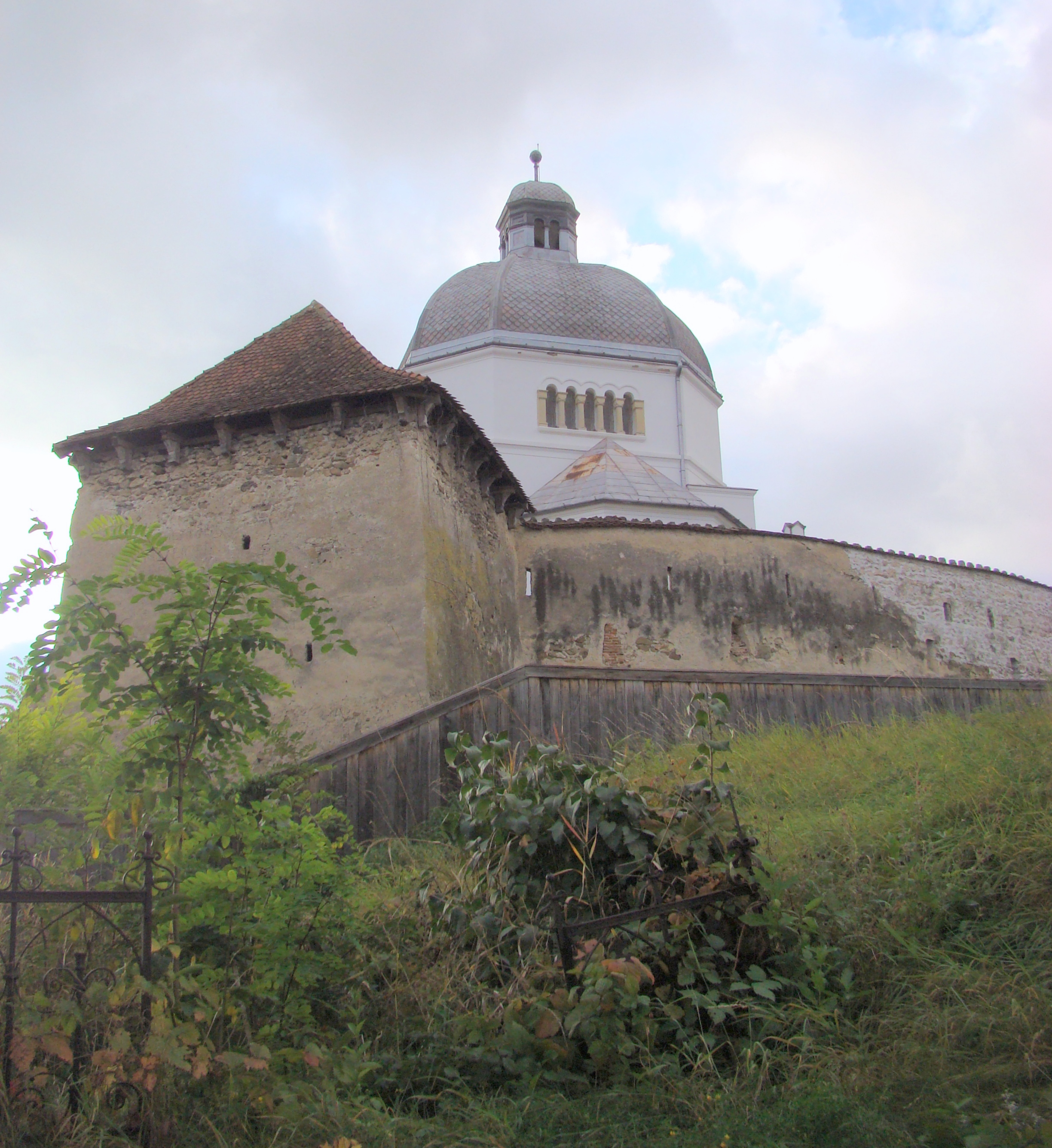
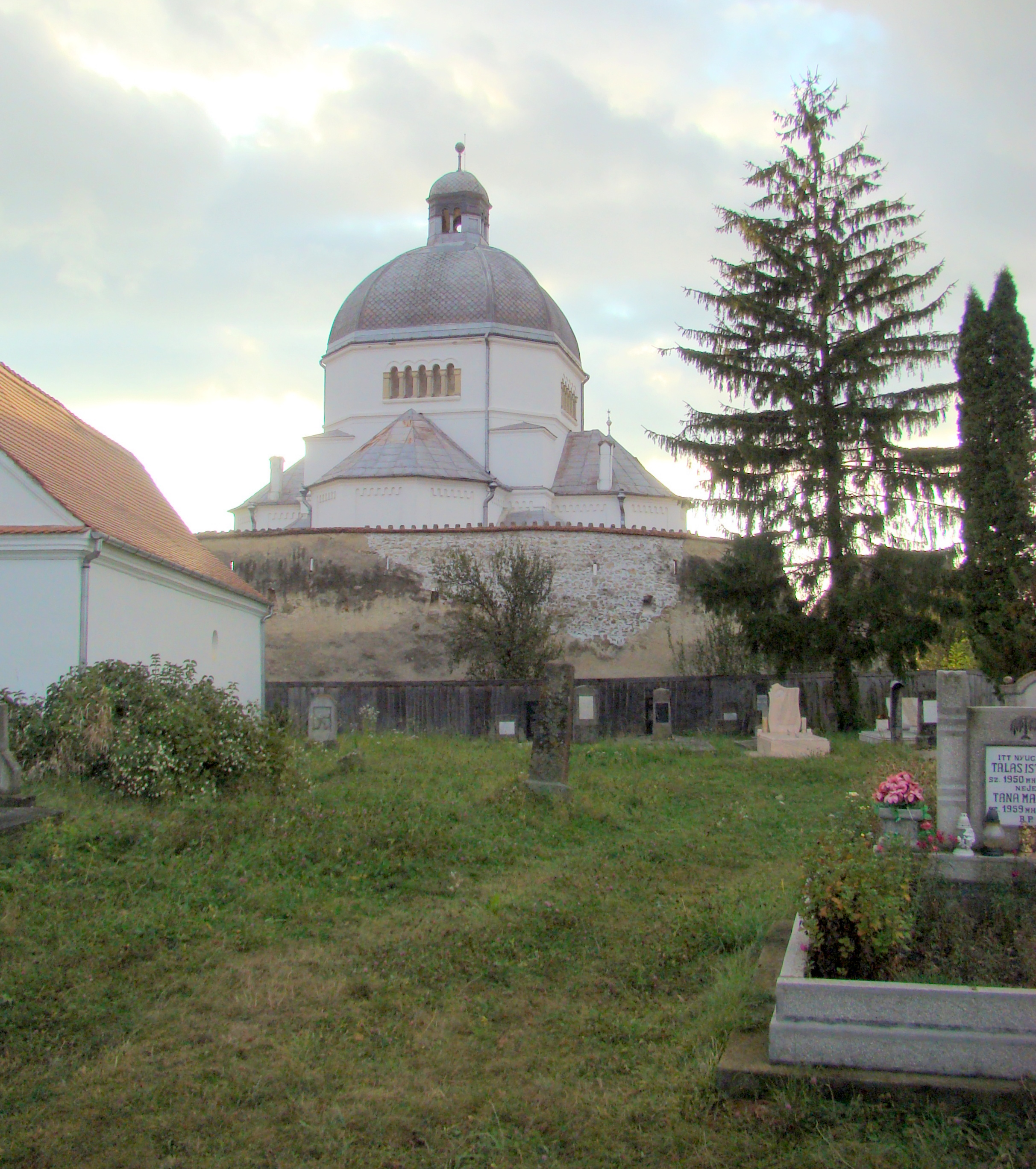
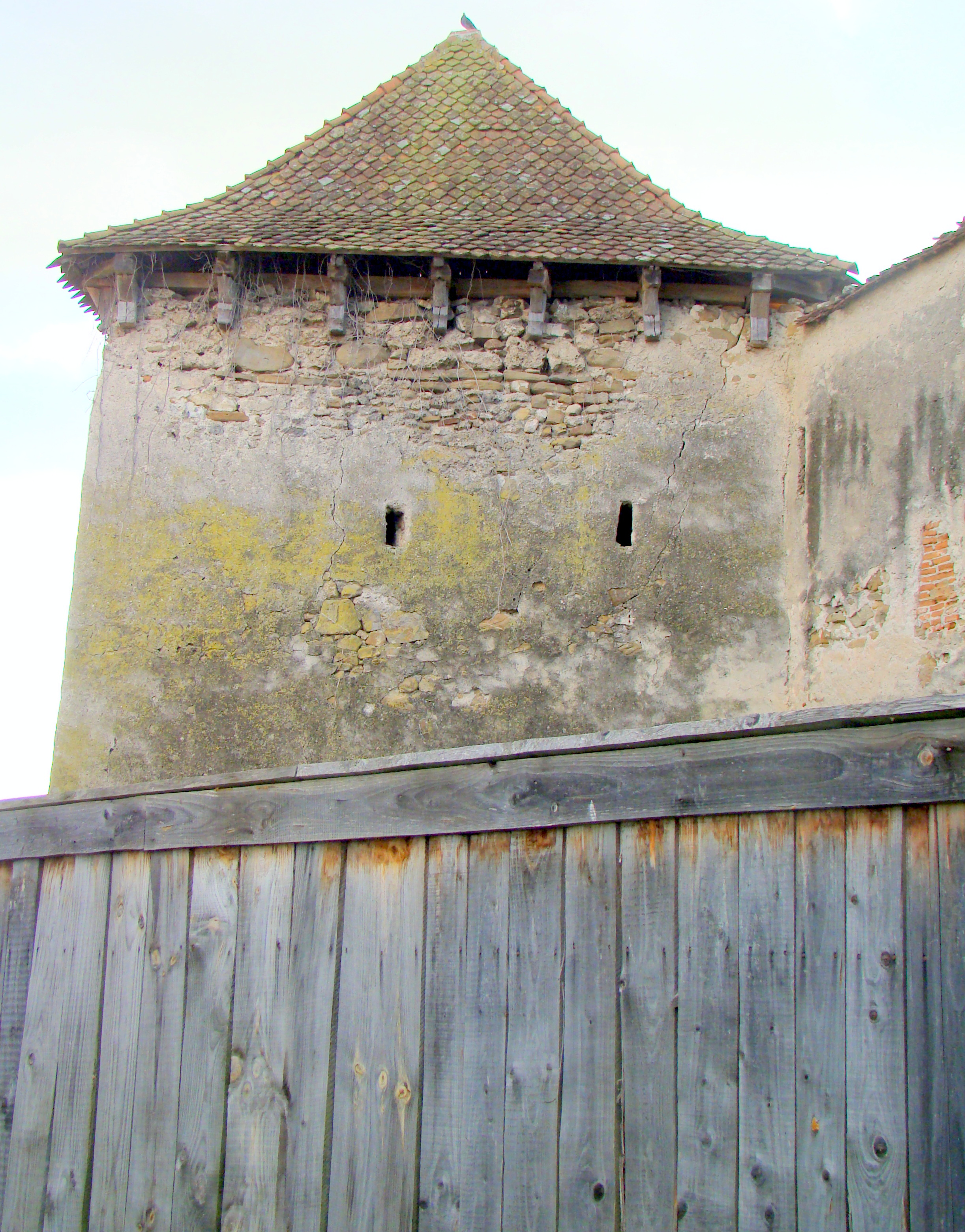
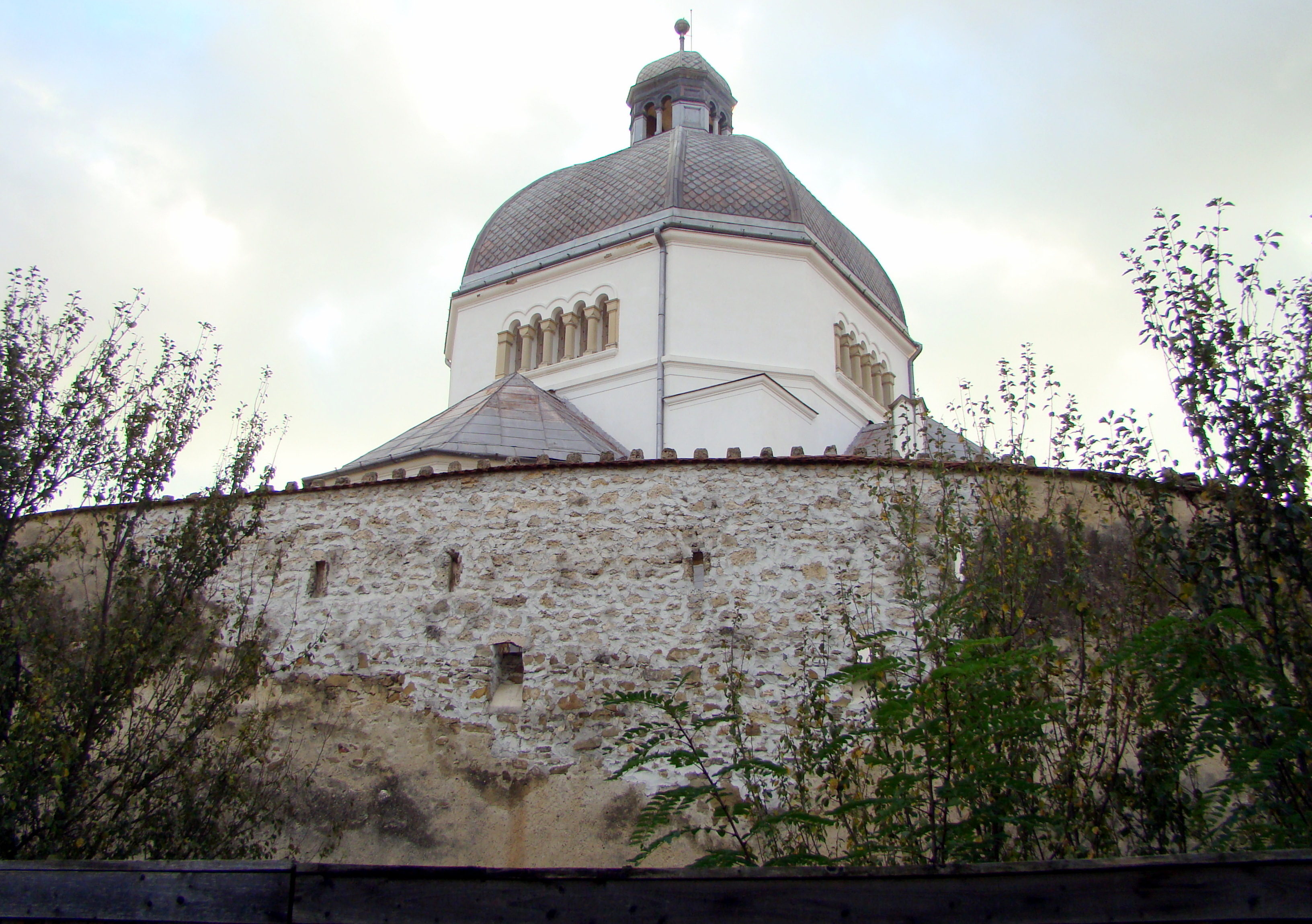
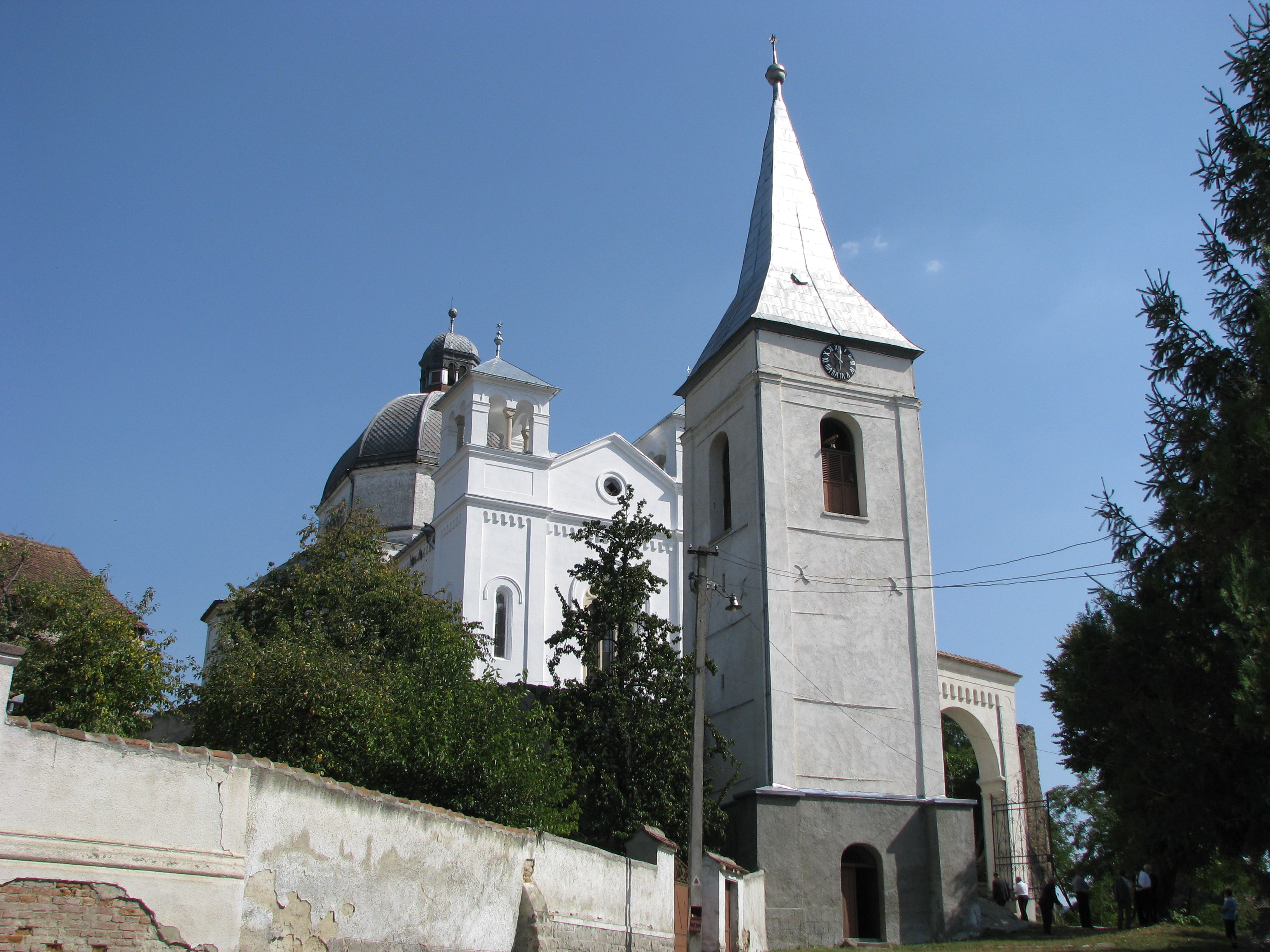
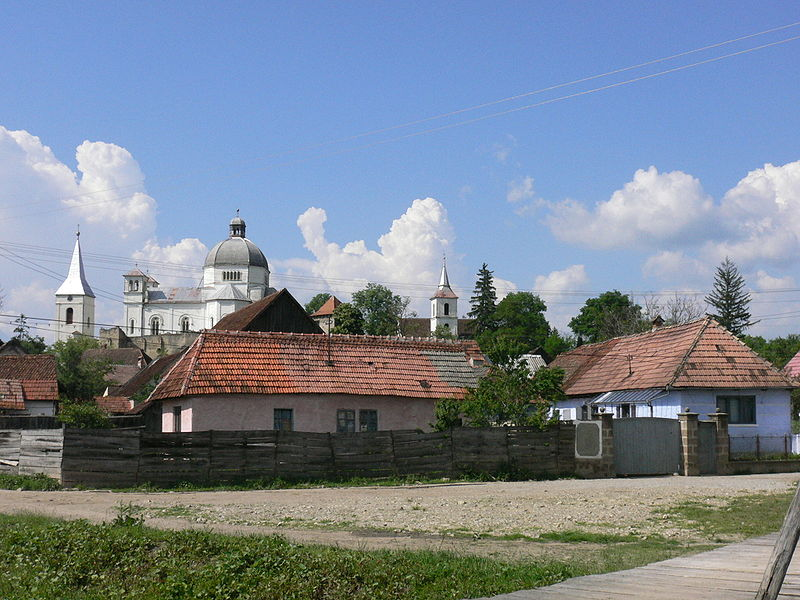
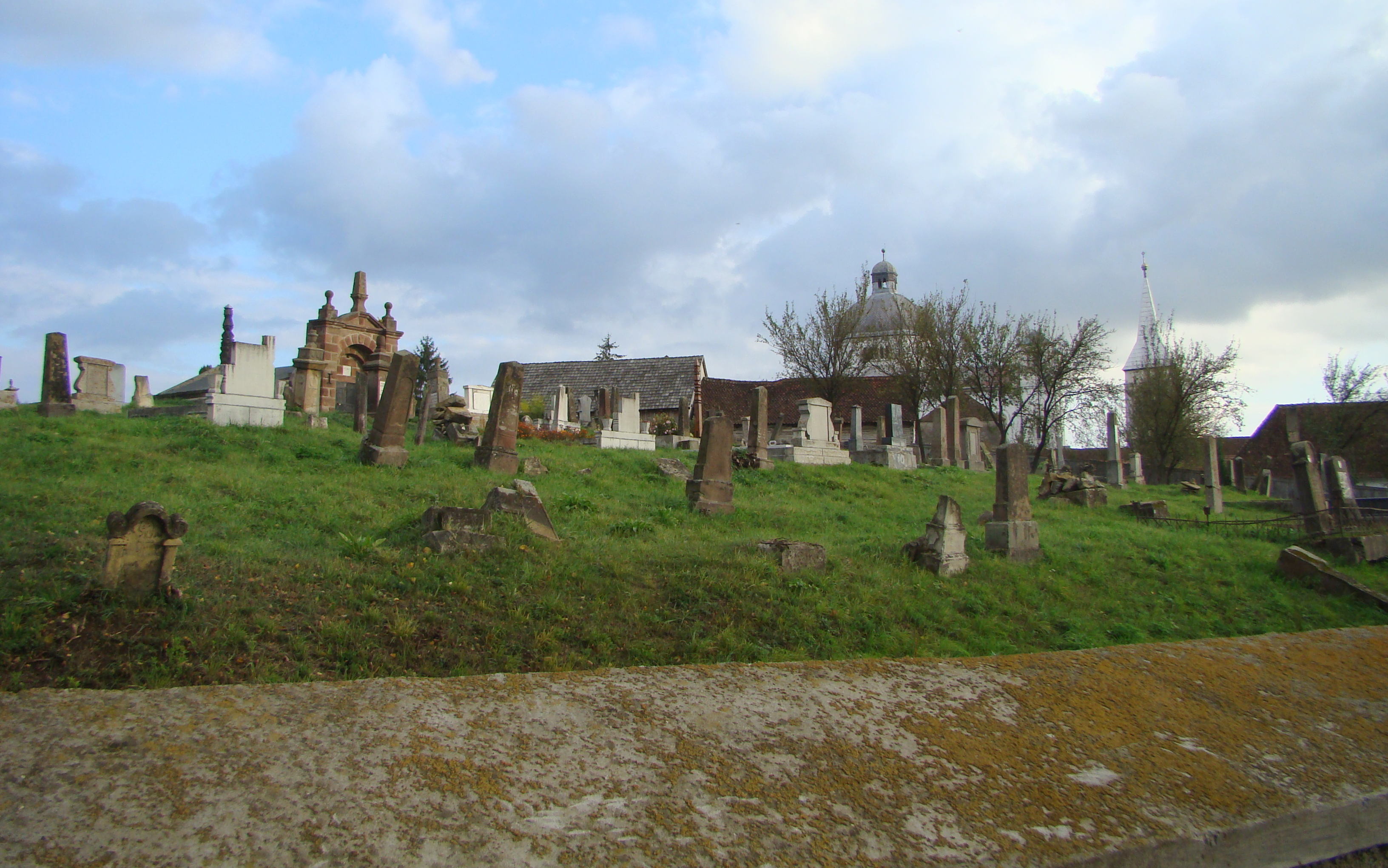
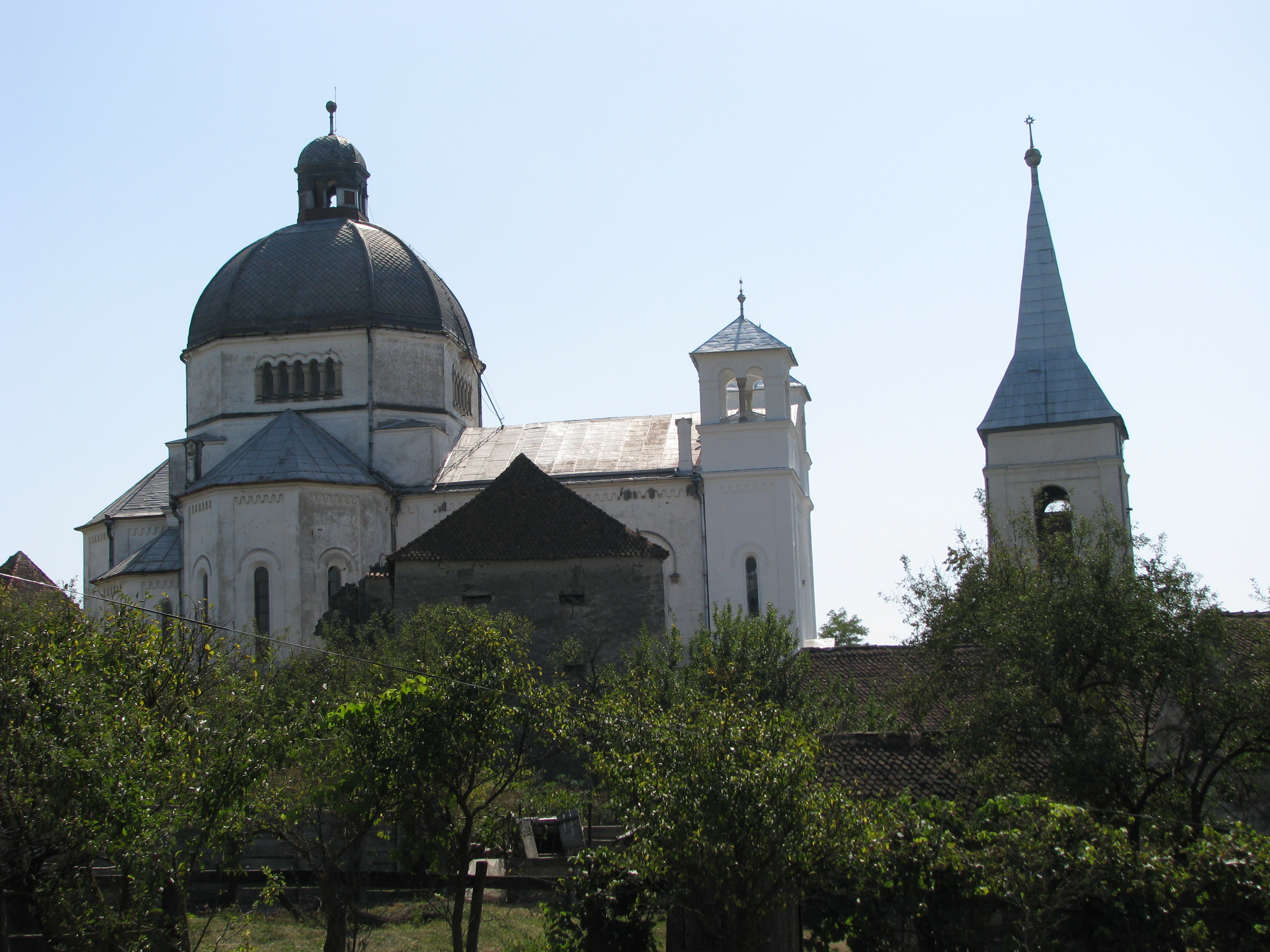
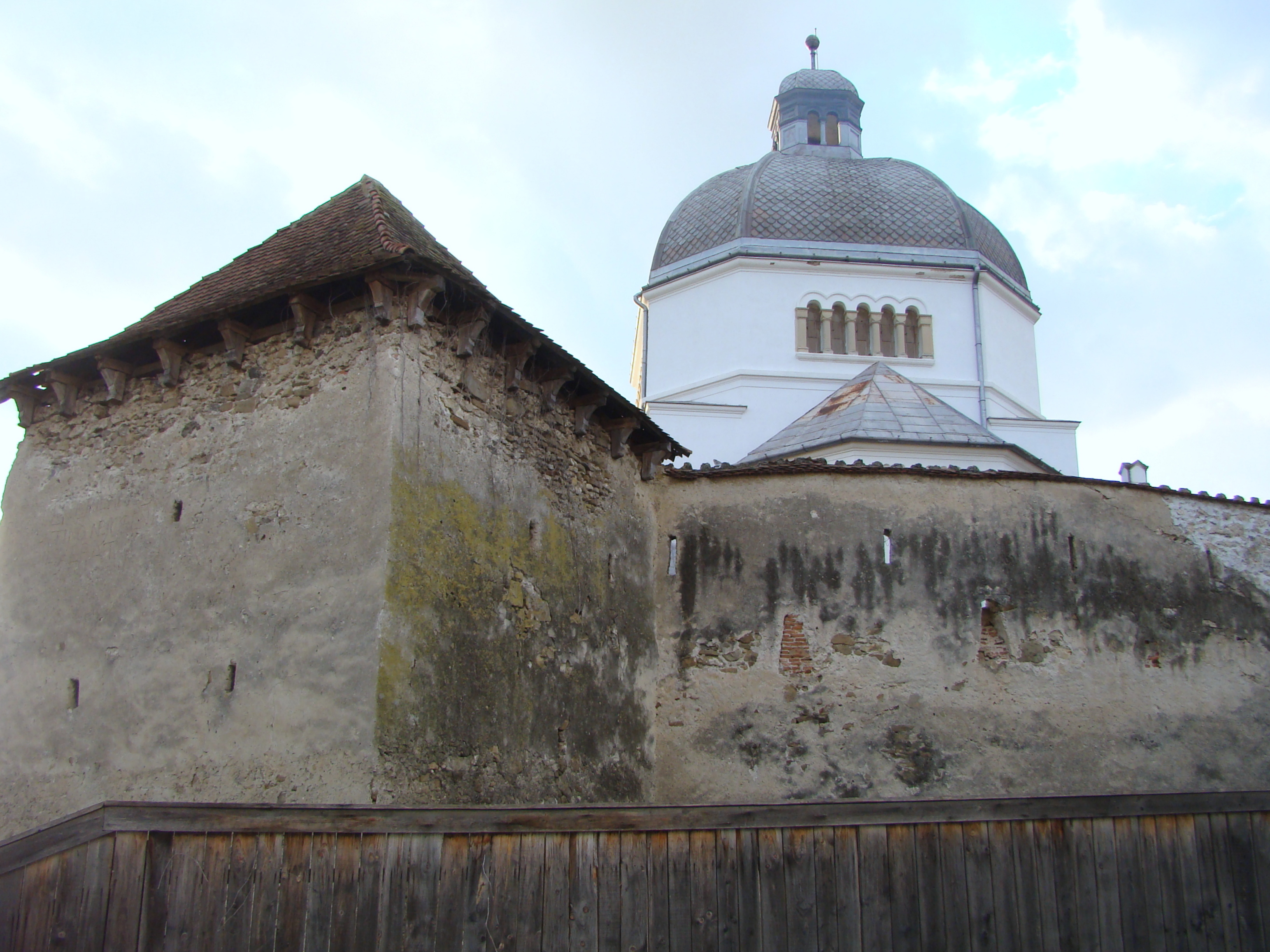
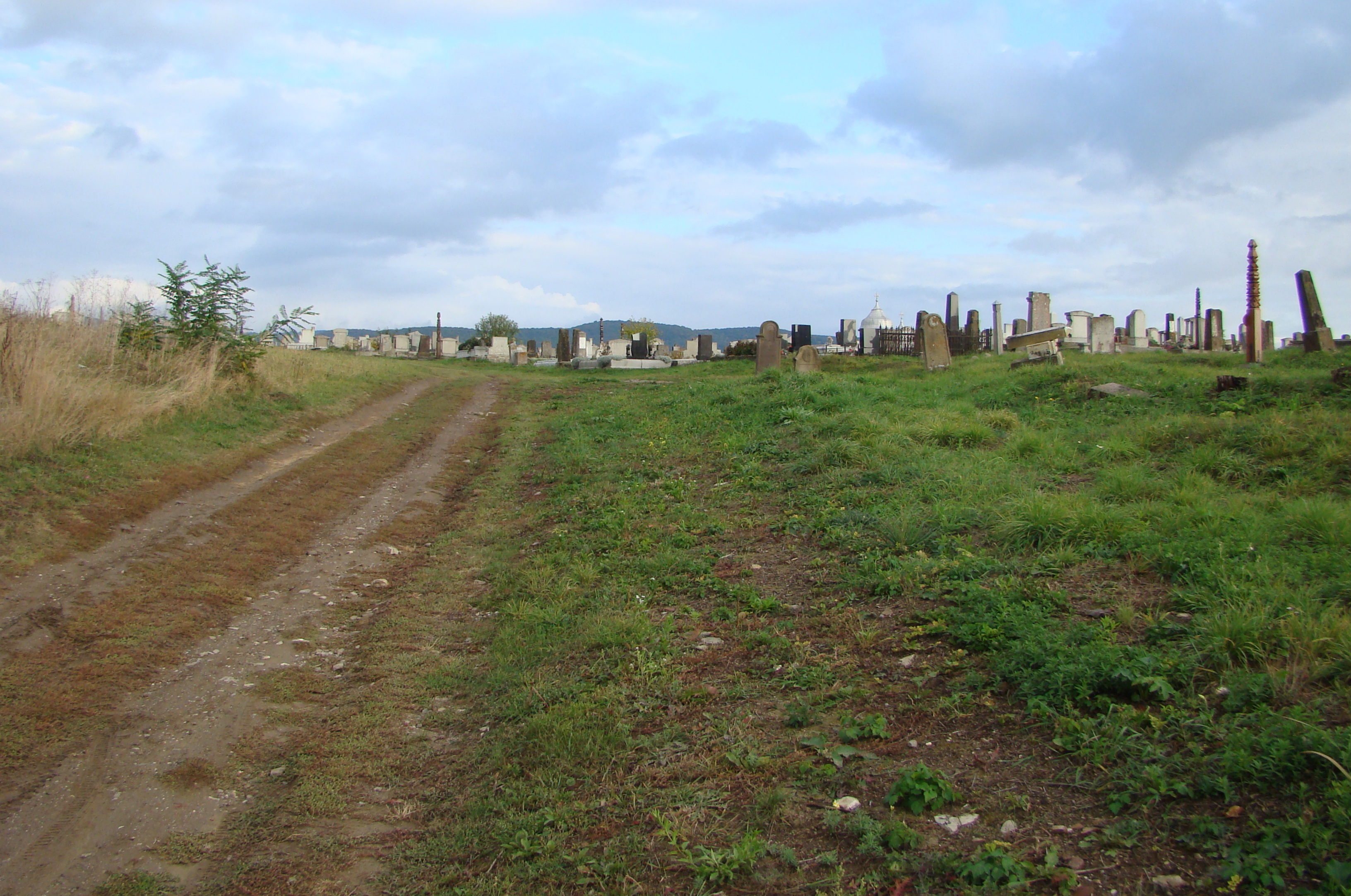
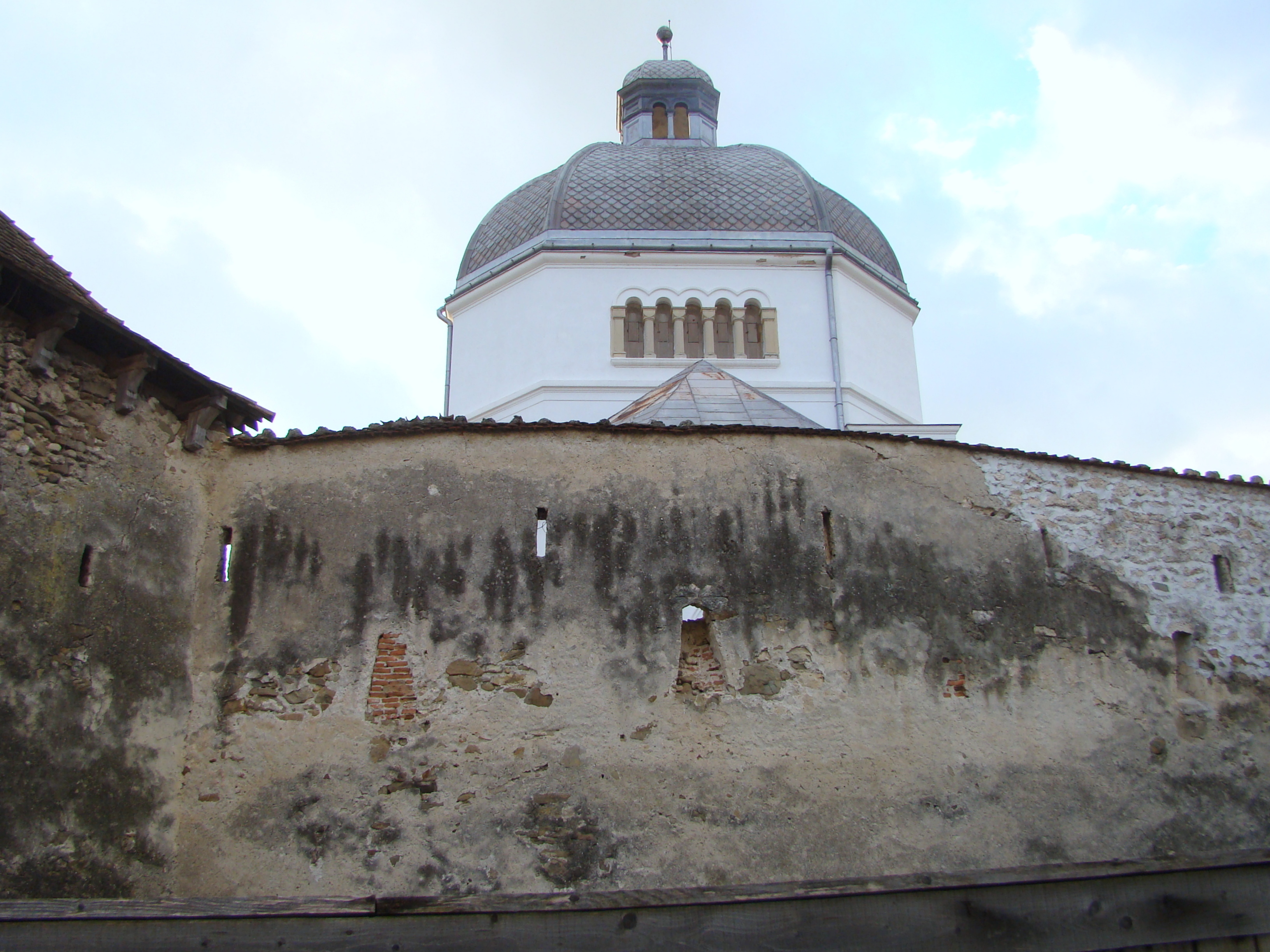
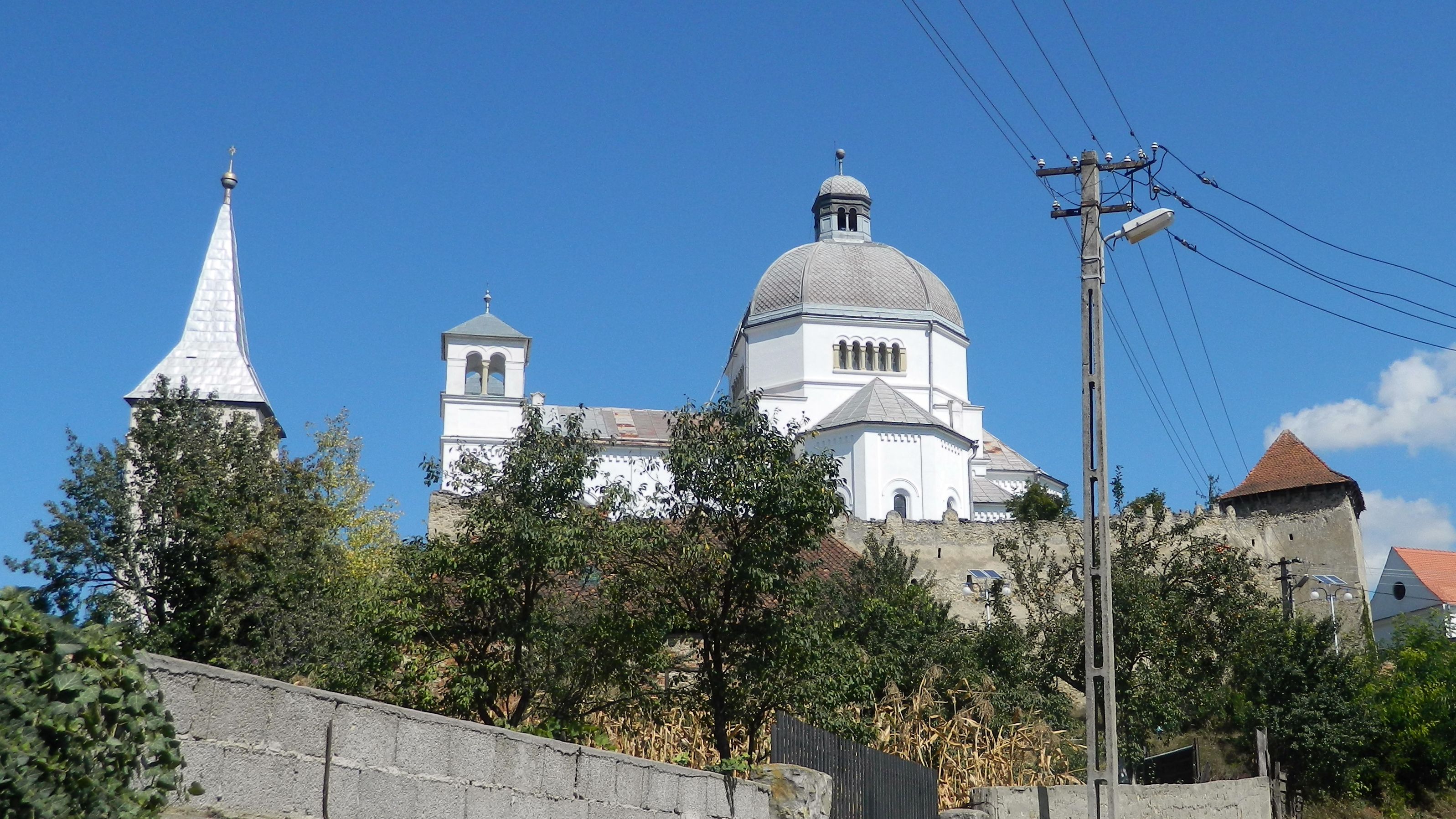

## Vezi și
- Belin, Covasna